# Pałac Anhak
Pałac Anhak (kor. 안학궁, 安鶴宮) – pałac królewski z okresu królestwa Goguryeo z IV–V w. w Pjongjangu, współcześnie stanowisko archeologiczne.   

## Opis
Pałac Anhak stał na południe od szczytu Somun na Taesŏng, za murami ówczesnego miasta (niedaleko od obecnego Centralnego Ogrodu Botanicznego).
Cały zespół pałacowy zajmował powierzchnię 380 tys. m². Budynek został wzniesiony na planie kwadratu, a jego ściana zewnętrzna miała ok. 622 m długości. Podczas prac archeologicznych odkryto 52 struktury – pozostałości 21 budynków i 31 przejść i krużganków, a także pozostałości ogrodów i kanałów nawadniających. 
Mury obronne pałacu miały najprawdopodobniej wysokość 12 m od strony południowej i 6 m od strony północnej. Do pałacu prowadziło sześć bram – trzy po stronie południowej i po jednej od stron północnej, wschodniej i zachodniej.  
W VI w. pałac został zajęty przez Chińczyków. Przez wieki niszczał, a lokalna ludność używała kamieni z budynku do budowy domów. 
W 1958 roku Kim Ir Sen opowiedział się publicznie za ochroną pozostałości pałacu.               